# Сигма 30
Сигма 30 је инерцијални навигациони систем који је произвела фарнцуска фирма Сажем за потербе артиљеријских оруђа као што су хаубице, вишецевни бацачи ракета, минобацачи и лаки топови. Тренутно је произведен за потребе 25 интернационалних програма укључујући француски (самоходна хаубица Цезар 155mm, минобацаче 2Р2М, ВБР системе), шведска (самоходна хаубица ФХ77 БД “Арчер”), Индија (Пинака), Пољски тенк ПТ-91М(направљен за Малезију) и САД (топографски преглед).
Сигма 30 може бити интегрисан у сложенијим системима (Позиционирање и Азимут систем за Детерминацију).